# Akuntsus
Los akuntsu son uno de los pueblos indígenas aislados de Rondonia, Brasil. Fueron contactados por primera vez en 1995, cuando eran sólo 7 personas. Hablan una lengua tupari de la familia tupi.
Viven al sur de la Amazonia, en las selvas del caño Omerê, afluente de la margen izquierda del río Corumbiara, en el sureste de Rondônia. Cerca de ellos vive otro pueblo aislado conocido como los Kanoê, de Omere.
Su alimentación depende principalmente de la caza y también la recolección de frutas y la agricultura itinerante. Ocasionalmente pescan. Cazan con arcos hechos de una palmácea y las flechas tienen una punta plana grande o tres puntas, decoradas con hilos tinturados de rojo.
Fabrican costales cargueros hechos de fibras de tucum (Bactris setosa), cerámicas y adornos corporales. Usan conchas de río, dientes de mamíferos, fibras vegetales, pedazos de piel, plumas de tucán y varios tipos de semillas también recortes de plástico de colores. Tanto los hombres como las mujeres usan una tanga.
En el año 2006 ya sólo quedaban 6. En octubre de 2009 muere Ururu, la más anciana de los akuntsu, en lo que la organización de derechos indígenas Survival International califica como “la última fase de un genocidio”.
A los akuntsu pertenecen dos hombres, el líder Kunibu Baba de unos 70 años, Pupak de unos 40 años y 3 mujeres, entre 23-35 años. El séptimo miembro murió en 1995. El único hijo nacido después murió en 2000 durante una tormenta. Con este murió también la única esperanza de evitar la extinción.
Tanto los akuntsu como los Kanoê fueron diezmados severamente por ganaderos y pistoleros en olas de masacres durante los años 1970 y 1980. 

### Fuente
- Valadão, Virgínia (1996). "Os índios ilhados do Igarapé Omerê”; Carlos Alberto (ed.). Povos Indígenas no Brasil: 1991-1995. Instituto Socioambiental.